# Hexatoma patens
Hexatoma patens är en tvåvingeart som beskrevs av Alexander 1938. Hexatoma patens ingår i släktet Hexatoma och familjen småharkrankar.
Artens utbredningsområde är Ecuador. Inga underarter finns listade i Catalogue of Life.